# Ivan Toplak
Ivan Toplak (* 21. September 1931 in Belgrad; † 26. Juli 2021 in Maribor, Slowenien) war ein jugoslawischer Fußballspieler und -trainer. 

## Karriere

### Als Spieler
Ivan Toplak wurde in Belgrad geboren und zog 1943 mit seiner Familie nach Maribor, wo er in der Jugend des NK Branik Maribor mit dem Fußballspielen begann. 1951 wechselte er zum NK Olimpija Ljubljana, wo er die folgenden drei Jahre unter Vertrag stand. 1952 gewann er mit Olimpija die Slovenska republiška nogometna liga.
1954 schloss sich Toplak dem FK Roter Stern Belgrad an und wurde mit dem Klub mehrfacher Meister und Pokalsieger. 1956 absolvierte er sein einziges Länderspiel für Jugoslawien. 1961 beendete Toplak seine aktive Laufbahn im Alter von 30 Jahren.

### Als Trainer
Drei Jahre nach Ende seiner Spielerkarriere wurde er Trainer von Roter Stern und war später in den Vereinigten Staaten bei diversen Clubs tätig. Zwischen 1976 und 1977 trainierte er die Nationalmannschaft Jugoslawiens. Es folgten mehrere Beschäftigungen im Juniorenbereich der Nationalmannschaft. Dabei trainierte er auch das Olympiateam bei den Spielen 1980 und 1984. 1984 gewann das Team Bronze. Zwischen 1991 und 1993 war Toplak Trainer der indonesischen Fußballnationalmannschaft.